# Bukta Csaba
Bukta Csaba (Törökszentmiklós, 2001. július 25. –) korosztályos magyar válogatott labdarúgó, a Budafok játékosa, kölcsönben a Vasastól.

## Pályafutása

### Klubcsapatokban
Pályafutását Törökszentmiklóson kezdte. A 2015-2016-os szezont megelőzően került Debrecenbe, a DVSC akadémiájára. 2018 februárjában került Ausztriába, a Red Bull Salzburg csapatához, ahol kétéves szerződést írt alá.
Eleinte az ifjúsági csapatban kapott szerepet, majd 2019 márciusában a bécsi Austria második csapata elleni másodosztályú bajnokin először lépett pályára a salzburgiak tartalékcsapatának számító Lieferingben. A 62. percben gólt szerzett, beállítva az 1–1 végeredményt.
A 2019–2020-as idényt a Lieferingnél kezdte, a bajnokság elő fordulójában kezdőként 74 percet töltött a pályán. Augusztus 16-án az SV Horn elleni 3–2-re megnyert bajnoki mérkőzésen az első gólját szerezte meg az új idényben. Bukta eredményesen kezdte a szezont, első öt bajnokiján gólja mellett három gólpasszt is kiosztott. Október 6-án, a bajnokság 10. fordulójában ő szerezte csapata első gólját az Austria Lustenau ellen, a Liefering 3–2-es vereséget szenvedett. 2020. február 29-én, a bajnokság 18. fordulójában gólt lőtt az Austria Klagenfurtnak, csapata 3–1-re nyert. A 23. fordulóban, a Dornbirn elleni 5–1-es győzelem alkalmával szerezte idénybeli negyedik találatát, majd a 26. fordulóban, az Austria Lustenau 4–2-es legyőzésekor ismét eredményes volt. A bajnokság 28. fordulójában, a Grazer AK 5–2-es legyőzésekor két gólt szerzett, majd sérülés miatt le kellett cserélni. A 2019-2020-as szezonban húsz bajnoki mérkőzésen hétszer volt eredményes és kilenc gólpasszt adott az osztrák másodosztályban. A mérkőzés utáni vizsgálatok kimutatták, hogy vállában több szalag is elszakadt, így műtét és több hetes kihagyás várt rá.
A 2020–2021-es szezonban a 10. fordulóban szerezte meg első bajnoki gólját, a Kapfenberg ellen hazai pályán 6–1-re megnyert találkozón volt eredményes. 2020. december 4-én bejelentették, hogy 2022. június 30-ig meghosszabbították a szerződését. 2021. január 18-án a Salzburg bejelentette, hogy a 2020–2021-es kiírás végig kölcsönadták Buktát az osztrák élvonalbeli Rheindorf Altachnak. Január 24-én a Red Bull Salzburg ellen mutatkozott be csereként a 2–0-ra elvesztett bajnoki mérkőzésen. 17 bajnokin kapott játéklehetőséget a szezonban. Július 6-án jelentették be, hogy az Altach 2024 nyaráig szerződtette, végleg megszerezve a játékjogát. Július 17-én, az Osztrák Kupa 1. fordulójában kezdőként 67 percet játszott a Kalsdorf ellen 2–1-re elvesztett találkozón.
A 2023–2024-es szezon elején egy edzésen térdsérülést szenvedett. 2024. január 29-én felbontották a szerződését. 2024. március 5-én a Vasashoz szerződött.

### A válogatottban
2019 októberében meghívót kapott az U19-es Európa-bajnoki selejtezőn szereplő korosztályos válogatott keretébe.
2021-ben Gera Zoltán behívta a részben hazai rendezésű U21-es Európa-bajnokságra készülő csapatába, miután Dárdai Palkó sérülése miatt nem tudta vállalni a szereplést. 2021. augusztus 26-án újból meghívót kapott az U21-es válogatott keretébe az őszi Európa-bajnoki selejtezőkre.

## Statisztika
Utolsó elszámolt mérkőzés dátuma: 2025. augusztus 10.
| Klub                          | Szezon         | Bajnokság          | Bajnokság | Bajnokság | Kupa  | Kupa  | Európa | Európa | Egyéb | Egyéb | Összesen | Összesen |
| Klub                          | Szezon         | Liga               | Mérk.     | Gólok     | Mérk. | Gólok | Mérk.  | Gólok  | Mérk. | Gólok | Mérk.    | Gólok    |
| ----------------------------- | -------------- | ------------------ | --------- | --------- | ----- | ----- | ------ | ------ | ----- | ----- | -------- | -------- |
| Liefering                     | 2018–19        | 2. Liga            | 1         | 1         | —     | —     | —      | —      | —     | —     | 1        | 1        |
| Liefering                     | 2019–20        | 2. Liga            | 20        | 7         | —     | —     | —      | —      | —     | —     | 20       | 7        |
| Liefering                     | 2020–21        | 2. Liga            | 6         | 1         | —     | —     | —      | —      | —     | —     | 6        | 1        |
| Liefering                     | Összesen       | Összesen           | 27        | 9         | —     | —     | —      | —      | —     | —     | 27       | 9        |
| Rheindorf Altach (kölcsönben) | 2020–21        | Osztrák Bundesliga | 17        | 0         | —     | —     | —      | —      | —     | —     | 17       | 0        |
| Rheindorf Altach              | 2021–22        | Osztrák Bundesliga | 19        | 0         | 1     | 0     | —      | —      | —     | —     | 20       | 0        |
| Rheindorf Altach              | 2022–23        | Osztrák Bundesliga | 27        | 0         | 2     | 0     | —      | —      | —     | —     | 29       | 0        |
| Rheindorf Altach              | Összesen       | Összesen           | 63        | 0         | 3     | 0     | —      | —      | —     | —     | 66       | 0        |
| Vasas                         | 2023–24        | NB II              | 6         | 0         | 0     | 0     | —      | —      | —     | —     | 6        | 0        |
| Vasas                         | 2024–25        | NB II              | 4         | 0         | —     | —     | —      | —      | —     | —     | 4        | 0        |
| Vasas                         | Összesen       | Összesen           | 10        | 0         | —     | —     | —      | —      | —     | —     | 10       | 0        |
| Vasas II (kölcsönben)         | 2024–25        | NB III             | 3         | 1         | —     | —     | —      | —      | —     | —     | 3        | 1        |
| Budafok (kölcsönben)          | 2025–26        | NB II              | 2         | 0         | —     | —     | —      | —      | —     | —     | 2        | 0        |
| Teljes karrier                | Teljes karrier | Teljes karrier     | 105       | 10        | 3     | 0     | —      | —      | —     | —     | 108      | 10       |

1. ↑  Magában foglalja az osztrák kupában való pályára lépéseit.

## További információ
- Bukta Csaba a MLSZ honlapján
- Bukta Csaba adatlapja a Transfermarkt oldalon (angolul)
- Bukta Csaba adatlapja a Soccerway oldalon (angolul)